# Cathédrale Saint-Jean-Eudes de Baie-Comeau
La cathédrale Saint-Jean-Eudes est un édifice religieux situé à Baie-Comeau au Québec (Canada). La cathédrale est le siège du diocèse de Baie-Comeau et a été construite entre 1958 et 1960 selon les plans des architectes Roger Moranville et Claude Parent.

## Construction et architecture
La cathédrale a été construite entre 1958 et 1960 selon les plans des architectes Roger Moranville et Claude Parent. La façade du bâtiment est construite en pierre et les murs latéraux sont majoritairement constitués de verre. La toiture est en bardeau d'asphalte.

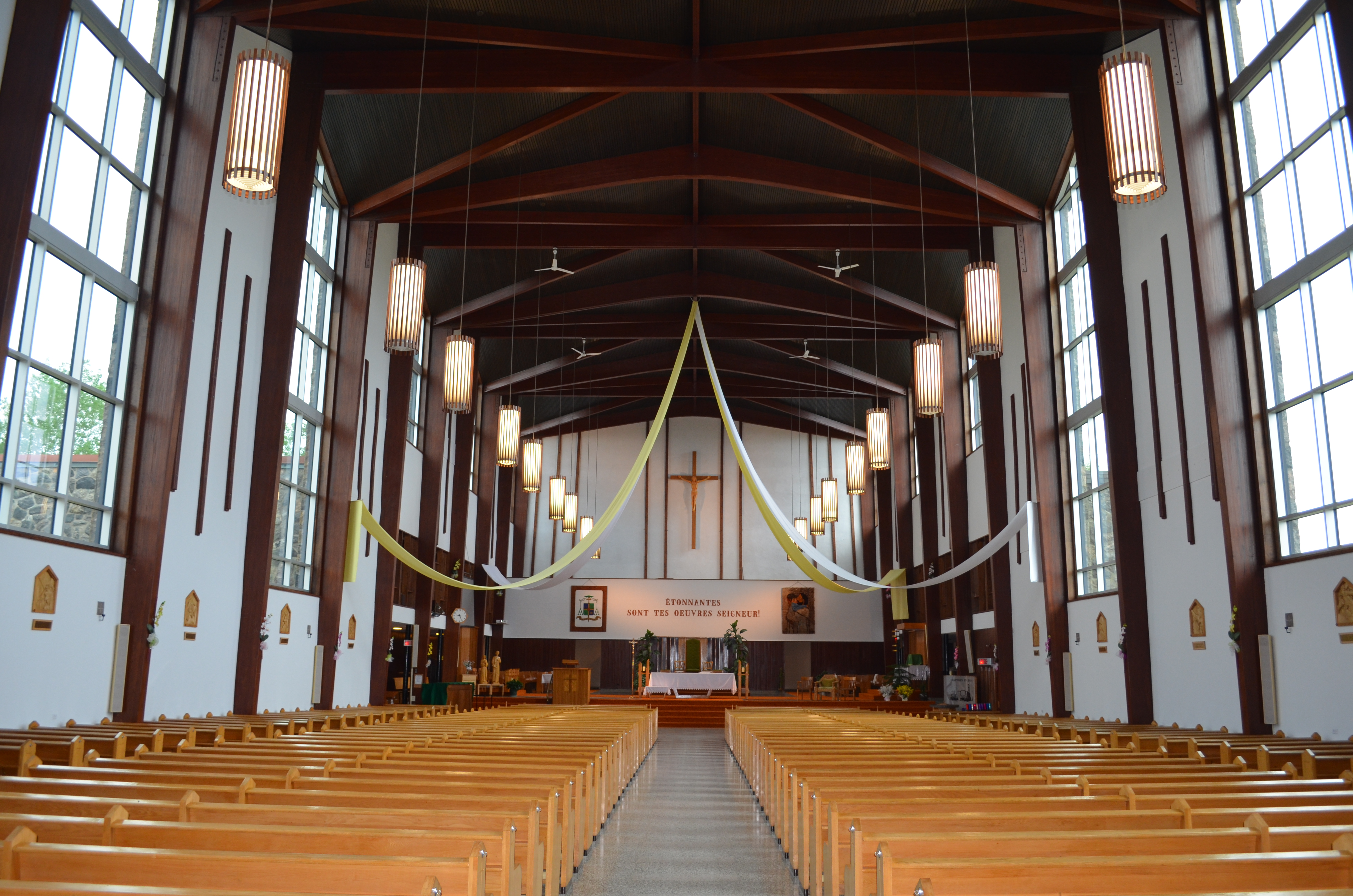
L'intérieur de la cathédrale

Le plan de la cathédrale est de forme rectangulaire constitué par une « nef à un vaisseau »et on note la présence de tribunes à l'arrière du bâtiment et dans le chœur. La cathédrale comporte aussi des chapelles extérieures au plan rectangulaire et une fenestration haute. Les murs intérieurs sont en plâtre et la voûte du plafond, un arc surbaissé, est en bois. 